# 临海东站
临海东站位于浙江省台州市临海市沿江镇，是金台铁路及其支线头门港支线上的车站。车站由金温铁道公司管辖，将成为临海市主要的货运车站，周围规划有物流仓储中心。物流仓储中心面积577.5亩，由车站货场引出，设有3条装卸线，并设有长大笨重货物功能区、包装成件功能区、综合仓储区、流通加工区、综合服务中心等区块。车站仓储中心于2023年11月竣工。
车站所在的金台铁路临海段于2016年7月开工。在车站建设期间，车站未来站场区域被用作线路的制梁场。2021年6月25日通车，9月25日开通货运业务。车站将预留客运设施，远期供台州市郊铁路列车停靠。